# Peñacaballera
Peñacaballera es un municipio y localidad española de la provincia de Salamanca, en la comunidad autónoma de Castilla y León. Se integra dentro de la comarca de la Sierra de Béjar. Pertenece al partido judicial de Béjar y a la Mancomunidad Ruta de la Plata.
Su término municipal está formado por la localidad de Peñacaballera y el despoblado de la Colonia de San Miguel, ocupa una superficie total de 6,26 km² y según los datos demográficos recogidos por el INE en el año 2017, cuenta con una población de 142 habitantes.

## Símbolos

### Escudo
El escudo heráldico que representa al municipio fue aprobado con el siguiente blasón:

«Trae el campo cuartelado en cruz : Primero y cuarto de plata, cargado en barra con una hoja de castaño de sinople. Segundo y tercero de sinople, cargado con una peña caballera de plata. Escusón ovalado de oro con un miliario de sable y la bordura lisa de gules. Timbrado de la Corona Real»

### Bandera
La bandera municipal fue aprobada con la siguiente descripción textual:

«Es de forma cuadrada como corresponde a las enseñas municipales: Con tres listas normales a la vaina y escudo. La lista superior de color rojo, la lista central de color blanco y la lista inferior de color verde. La colocación del escudo es centrado sobre la lista blanca y en el centro entre la vaina y la pendiente. Los colores serán los descritos en proyecto»

## Toponimia
Toma su nombre debido a la abundancia en su término municipal de rocas graníticas de tamaño grande que se apoya en el suelo, o sobre otras, sobre una base estrecha que le da un cierto aire de inestabilidad a las cuales se denomina "Peñas o piedras caballeras". 

## Geografía
En la vertiente meridional de la provincia de Salamanca, junto al límite fronterizo y político que separa ésta de la provincia extremeña de Cáceres, encontramos situado el conjunto municipal de Peñacaballera, a 82 kilómetros de distancia de la capital charra.
El territorio municipal se extiende sobre un espacio geográfico de más de 6 kilómetros cuadrados, los cuales forman parte de la zona conocida como la Ruta de la Plata, antiguo sendero establecido por los romanos que llegaba a comunicar esta zona con Galicia.

## Historia
La fundación de Peñacaballera se remonta a la repoblación llevada a cabo por el rey Alfonso IX de León en torno a 1227, cuando este monarca creó el concejo de Montemayor del Río, en el que quedó integrado Peñacaballera, dentro del Reino de León. Con la creación de las actuales provincias en 1833, Peñacaballera quedó integrada en la provincia de Salamanca, dentro de la Región Leonesa.

## Geografía humana

### Demografía
Cuenta con una población de 153 habitantes (INE 2024).
| Gráfica de evolución demográfica de Peñacaballera entre 1842 y 2021                                                   |
| |
| Población de derecho según los censos de población del INE. Población de hecho según los censos de población del INE. |

Según el Instituto Nacional de Estadística, Peñacaballera tenía, a 31 de diciembre de 2018, una población total de 146 habitantes, de los cuales 70 eran hombres y 76 mujeres. Respecto al año 2000, el censo refleja 218 habitantes, de los cuales 100 eran hombres y 118 mujeres. Por lo tanto, la pérdida de población en el municipio para el periodo 2000-2018 ha sido de 109 habitantes, un 49% de descenso.
El municipio se divide en dos núcleos de población. De los 146 habitantes que poseía el municipio en 2018, la amplia mayoría residían en Peñacaballera, que registraba 144, de los cuales 68 eran hombres y 76 mujeres. En Colonia de San Miguel solo se censaban 2, que eran hombres.

### Transporte
El municipio está muy bien comunicado por carretera siendo atravesado tanto por la nacional N-630 que une Gijón con Sevilla como por la autovía Ruta de la Plata que tiene el mismo recorrido que la anterior y cuenta con salida en el pueblo, permitiendo así unas comunicaciones más rápidas del municipio con el exterior. Destaca además la carretera local a Montemayor del Río que lo une con este municipio vecino.
En cuanto al transporte público se refiere, tras el cierre de la ruta ferroviaria de la Vía de la Plata, que pasaba por el municipio de Béjar y contaba con estación en el mismo, no existen servicios de tren en el municipio ni en los vecinos, ni tampoco línea regular con servicio de autobús, siendo la estación más cercana la de Béjar. Por otro lado el aeropuerto de Salamanca es el más cercano, estando a unos 85km de distancia.

## Cultura

### Gastronomía
El plato típico del territorio de Béjar al que pertenece Peñacaballera es el calderillo bejarano, además de las tradicionales patatas revueltas, la ensalada de Pamplina o el Zorongollo.

## Monumentos y lugares de interés

### Jardín histórico del Coto de Nuestra Señora del Carmen
Forma parte del pueblo el paraje o núcleo denominado "Colonia San Miguel", antiguamente conocido como "el Coto". Este lugar se encuentra en la antigua carretera CV-22 que unía Peñacaballera con la antigua estación de ferrocarril de Puerto de Béjar.
Antiguamente el Coto era una finca de grandes dimensiones que se encontraba por detrás del Jardín del Coto de Nuestra Señora del Carmen. En esta finca vivían los guardas y los que se encargaban del cuidado de la ganadería y los huertos.
A principios de los años 80, los propietarios de tan inmenso territorio decidieron hacer una división parcelaria dividiendo así la finca en una serie de parcelas para venderlas, si bien, en las zonas cercanas ya existían pequeñas fincas y huertas de los habitantes del pueblo. En el mismo sitio existía un gran castaño de gran altura, considerado por los entendidos como uno de los castaños más grandes de España. El mismo era objeto de visitas, hasta que se secó y por prevención se tuvo que talar.
En la zona también eran habituales los campamentos infantiles y juveniles, quizás de este uso provenga el nombre de "Colonia", y también existió durante la década de los 80 un desguace, el cual hoy se encuentra cerrado.
A partir de esta división parcelaria han ido surgiendo nuevas viviendas en este paraje, creando así una especie de barrio a menos de un kilómetro del pueblo.
Se desconoce por qué actualmente se denomina al lugar como Colonia San Miguel.

## Administración y política
| Partido político                         | 2019  | 2019  | 2019       | 2015  | 2015  | 2015       | 2011  | 2011  | 2011       | 2007  | 2007  | 2007       | 2003  | 2003  | 2003       |
| Partido político                         | %     | Votos | Concejales | %     | Votos | Concejales | %     | Votos | Concejales | %     | Votos | Concejales | %     | Votos | Concejales |
| Partido Popular (PP)                     | 68,60 | 29    | 5          | 62,50 | 50    | 5          | 71,59 | 63    | 5          | 80,37 | 86    | 5          | 70,18 | 80    | 5          |
| Partido Socialista Obrero Español (PSOE) | 24,42 | 21    | 0          | 12,50 | 10    | 0          | 14,77 | 13    | 0          | 14,95 | 16    | 0          | 23,68 | 27    | 0          |